# 基線

標明Baseline的紅色線即為基線

字體排印學中，基线（英語：Baseline）指的是多數拉丁字母排列的基準線。如右圖所示，大多字母都沿著紅色基線排列，唯有「p」向下延伸超過基線，超過的部分稱為降部。

## 基线准则
- 大寫字母位於基线上。最常见的例外是J和Q。
- 不齊線數字（見阿拉伯數字）位於基线上。
- 以下不齊線數字有降部：3 4 5 7 9。
- 以下小寫字母有降部：g j p q y。
- 有着圓形上下區段的字符，如（0 3 6 8 c C G J o O Q），它們比基線略微有所下沉（overshoot）來造成了一種它們坐落於基線以上的光學幻覺，通過比X字高或大寫高度略高來製造它們和flat glyphs如（H x X 1 5 7）同樣高度的錯覺。Peter Karowand的Digital Typefaces中建議，標準的overshoot應當在1.5%左右。

## 行高
段落中连续行的基線間的垂直距离也称为行高或行距（Leading），儘管後者也可指基線距离减去字体大小的值。

## 悬挂式基线
印度北部的字體具有一種獨特的懸掛式基線；字母與書斜線頂部以橫線標記的位置對齊，區別發音符號則延伸到基線以上。

## 东亚字符
東亞字體沒有基線，每個字符坐落在一個方形盒子中，既無升部也無降部。当它與具有低基线的字體混合使用時，東亞字符應當被調整，使其字符底部在低基線字體的基線和降部高度之間。